# پادشاهی لائوس
پادشاهی لائوس (به لائو: ພຣະຣາຊອານາຈັກລາວ؛ به فرانسوی: Royaume du Laos) کشور مستقلی بود که از سال ۱۹۵۳ تا سال ۱۹۷۵ شکل گرفت. در سال ۱۹۷۵ پاتت تایوس با سرنگون کردن حکومت این کشور، جمهوری دموکراتیک خلق لائوس را بنا نمود.
این منطقه که زمانی جزو مناطق هندوچین تحت استعمار دولت فرانسه بود، اعلان استقلال کرد. در سال ۱۹۵۳ منطقهٔ لائوس تحت امر فرانسه استقلال این منطقه را به رسمیت شناخت ولی مشخص نکرد که چه کسی بر این منطقه حکمرانی خواهد کرد. سال بعد سه گروه برای بدست اوردن قدرت به کشمکش پرداختند: مستقل‌ها تحت فرماندهی پرنس سوانا فوما، جنبش حزب راست تحت فرماندهی پرنس بون اوم، و جنبش حزب چپ ویتنام تحت فرماندهی پرنس سوفانو وانگ و نخست وزیر آینده‌اش کیسون فومویهانه.